# بایکس لوبرگات
بایکس لوبرگات (به اسپانیایی: Bajo Llobregat) یک سکونتگاه مسکونی در اسپانیا است که در ناحیه شهری بارسلونا واقع شده‌است.

## خصوصیات
بایکس لوبرگات ۴۸۶٫۲ کیلومترمربع مساحت و ۸۰۶٬۲۴۹ نفر جمعیت دارد.